# Ectocarpus

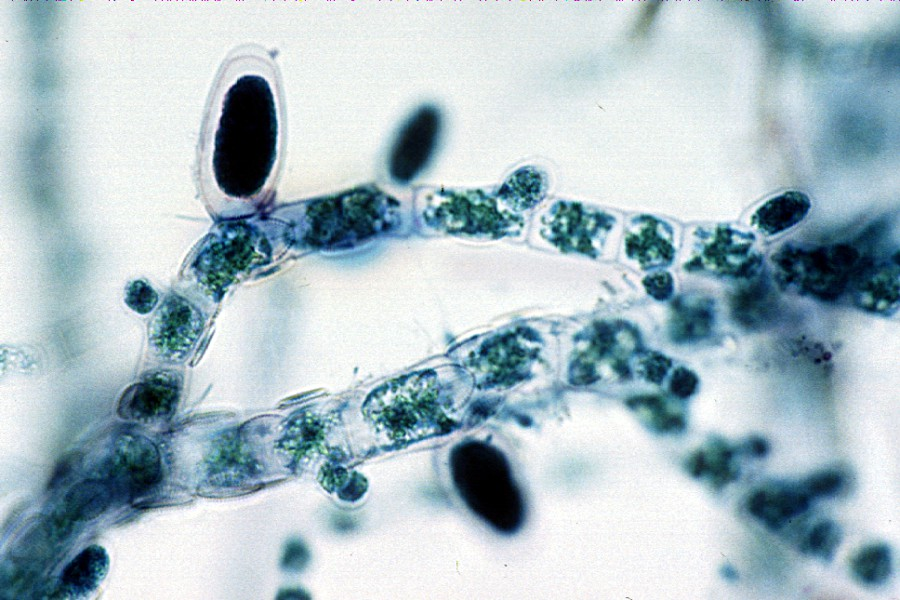
Ectocarpus, Sporophyt mit uniloculären Fortpflanzungsorganen

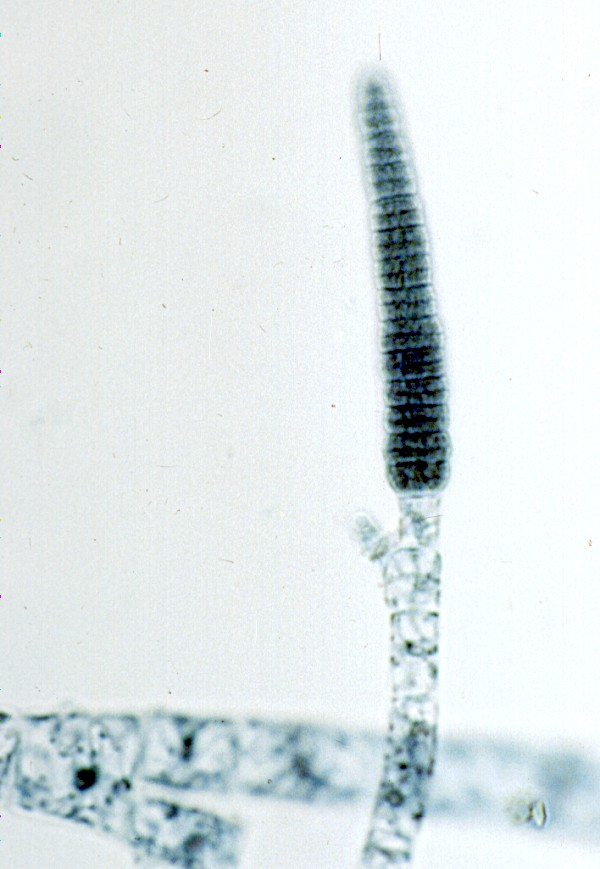
Ectocarpus, Gametophyt mit pluriloculären Fortpflanzungsorganen

Ectocarpus ist eine Gattung der Braunalgen aus der Ordnung der Ectocarpales.

## Merkmale
Ectocarpus-Arten sind gelblich braun, olivbraun oder dunkelbraun gefärbt. Die Thalli bestehen aus Büscheln von fein verzweigten Fäden aus einreihig aneinander gefügten Zellen. Die schlaffen und schleimigen Fäden fluten lang im Wasser oder bilden lockere Watten. Mit einem Haftorgan aus niederliegenden, dicht verzweigten Basalfäden wachsen sie festsitzend (benthisch) auf Felsen und Steinen oder auch auf größeren Algen (epiphytisch). Die Gattung ist in ihrer Gestalt äußerst variabel.
Ectocarpus zeigt einen meist isomorphen oder leicht heteromorphen Generationswechsel, doch es kommen auch asexuelle Formen vor.

## Vorkommen
Ectocarpus ist weit verbreitet und kommt möglicherweise nahezu weltweit vor, fehlt aber in der Antarktis. Die Arten wachsen von der Gezeitenzone bis zum Sublitoral.

## Systematik
Die Gattung Ectocarpus wurde 1819 von Hans Christian Lyngbye aufgestellt (in: Tentamen hydrophytologiae danicae). Die Typusart ist Ectocarpus siliculosus (Dillwyn) Lyngbye.
Die Gattung umfasst derzeit etwa 75 (bis 100) Arten:
- Ectocarpus acanthophorus Kützing
- Ectocarpus acutus Setchell & N. L. Gardner
- Ectocarpus adriaticus Ercegovic
- Ectocarpus affinis Setchell & N. L. Gardner
- Ectocarpus aleuticus Kützing
- Ectocarpus arachnoideus Zanardini
- Ectocarpus auratus Bory de Saint-Vincent ex Kützing
- Ectocarpus balakrishnanii V. Krishnamurthy
- Ectocarpus barbadensis Kuckuck
- Ectocarpus berteroanus Montagne
- Ectocarpus bombycinus Kützing
- Ectocarpus borealis (Kjellman) Kjellman
- Ectocarpus bornetii Hamel
- Ectocarpus bracchiolus Lindauer
- Ectocarpus brachiatus (Smith) S. F. Gray
- Ectocarpus brevicellularis Noda
- Ectocarpus caliacrae Celan
- Ectocarpus capensis Kützing
- Ectocarpus caspicus Henckel
- Ectocarpus castaneus Kützing
- Ectocarpus chantransioides Setchell & N. L. Gardner
- Ectocarpus chapmanii Lindauer
- Ectocarpus chiloensis Reinsch
- Ectocarpus chnoosporae Børgesen
- Ectocarpus cladosiphonae Noda
- Ectocarpus clavifer J. Agardh
- Ectocarpus commensalis Setchell & N. L. Gardner
- Ectocarpus commixtus Noda
- Ectocarpus confusiphyllus Noda
- Ectocarpus congregatus Zanardini
- Ectocarpus constanciae Hariot
- Ectocarpus corticulatus De A. Saunders
- Ectocarpus corymbosus Kützing
- Ectocarpus crassicaulis P. L. Crouan & H. M. Crouan
- Ectocarpus crouanii Thuret
- Ectocarpus crouaniorum Thuret
- Ectocarpus cruciatus C. Agardh
- Ectocarpus cryptophilus Børgesen
- Ectocarpus cymosus Zanardini
- Ectocarpus cystophylloides Noda
- Ectocarpus debilis Harvey
- Ectocarpus dellowianus Lindauer
- Ectocarpus denudatus P. L. Crouan & H. M. Crouan
- Ectocarpus dictyoptericola Noda
- Ectocarpus dietziae Harvey
- Ectocarpus distortus Carmichael
- Ectocarpus divaricatus Kützing
- Ectocarpus divergens Kornmann
- Ectocarpus durkeei Harvey
- Ectocarpus elongatus Bory de Saint-Vincent
- Ectocarpus ensenadanus N. L. Gardner
- Ectocarpus erectus Kützing
- Ectocarpus exiguus Skottsberg
- Ectocarpus exilis Zanardini
- Ectocarpus falklandicus Skottsberg
- Ectocarpus farlowii Thuret
- Ectocarpus fasciculatus Harvey
- Ectocarpus fenestroides P. L. Crouan & H. M. Crouan
- Ectocarpus filamentosus Noda
- Ectocarpus flagelliferus Setchell & N. L. Gardner
- Ectocarpus flagelliformis Kützing
- Ectocarpus flavescens Kützing
- Ectocarpus fluviatilis Kützing
- Ectocarpus fragilis Zanardini
- Ectocarpus fructuosus Setchell & N. L. Gardner
- Ectocarpus fulvescens Schousboe ex Thuret
- Ectocarpus fungiformis Oltmanns
- Ectocarpus fusiformis Nagai
- Ectocarpus giraudiae J. Agardh ex Wilson
- Ectocarpus glandiformis Zanardini
- Ectocarpus glaziovii Zeller
- Ectocarpus glomeratus Thuret
- Ectocarpus gonodioides Setchell & N. L. Gardner
- Ectocarpus gracillimus Kützing
- Ectocarpus hamulosus Harvey & Bailey
- Ectocarpus hancockii E. Y. Dawson
- Ectocarpus heterocarpus P. L. Crouan & H. M. Crouan
- Ectocarpus hooperi Harvey
- Ectocarpus hornericola Noda
- Ectocarpus humilis Kützing
- Ectocarpus hyemalis P. L. Crouan & H. M. Crouan
- Ectocarpus incomptus Meneghini
- Ectocarpus insignis P. L. Crouan & H. M. Crouan
- Ectocarpus intermedius Kützing
- Ectocarpus isopodicola E. Y. Dawson
- Ectocarpus kellneri Meneghini
- Ectocarpus kjellmanioides Noda
- Ectocarpus kochianus Kützing
- Ectocarpus laetus C. Agardh
- Ectocarpus laminariae Noda
- Ectocarpus lanosus Kützing
- Ectocarpus laurenciae Yamada
- Ectocarpus lebelii P. L. Crouan & H. M. Crouan
- Ectocarpus lepasicola Noda
- Ectocarpus longifructus Harvey
- Ectocarpus lutescens Zanardini
- Ectocarpus lutosus Harvey
- Ectocarpus macrocarpus Harvey
- Ectocarpus macrocarpus P. L. Crouan & H. M. Crouan
- Ectocarpus meneghinii Dufour
- Ectocarpus minor Noda
- Ectocarpus minutissimus Skottsberg & Levring
- Ectocarpus minutulus Montagne
- Ectocarpus mitchellioides Noda
- Ectocarpus moniliformis Vickers
- Ectocarpus monzensis Noda & Konno
- Ectocarpus multifurcus Zanardini
- Ectocarpus myurus Zanardini
- Ectocarpus natans Zanardini
- Ectocarpus niigatensis Noda
- Ectocarpus nitens De Notaris
- Ectocarpus notarisii Meneghini
- Ectocarpus oblongatus Noda
- Ectocarpus obovatus Foslie
- Ectocarpus obtusocarpus P. L. Crouan & H. M. Crouan
- Ectocarpus obtusus Noda
- Ectocarpus ochraceus Kützing
- Ectocarpus ochroleucus Kützing
- Ectocarpus octosporus Harvey
- Ectocarpus oophorus Kützing
- Ectocarpus ostendensis Askenasy
- Ectocarpus parvulus Kützing
- Ectocarpus patens Kützing
- Ectocarpus pectenis Ercegovic
- Ectocarpus penicillatus (C. Agardh) Kjellman
- Ectocarpus plasticola Noda
- Ectocarpus plumosus Noda
- Ectocarpus polysiphoniae Noda
- Ectocarpus pseudosiliculosus P. L. Crouan & H. M. Crouan
- Ectocarpus pumilus Zanardini
- Ectocarpus racemiferus Meneghini
- Ectocarpus radicans Zanardini
- Ectocarpus rallsiae Vickers
- Ectocarpus ramentaceus Zanardini
- Ectocarpus repens Shperk
- Ectocarpus reticulosus Harvey
- Ectocarpus rigidissimus Zanardini
- Ectocarpus rigidulus Kützing
- Ectocarpus rigidus Kützing
- Ectocarpus rivularis Wolle
- Ectocarpus rotundatoapicalis Noda & Honda
- Ectocarpus rudis Zanardini
- Ectocarpus rufulus Kützing
- Ectocarpus rufus (Roth) C. Agardh
- Ectocarpus rugicus Reinsch
- Ectocarpus ruprechtii Shperk
- Ectocarpus rutilans Kützing
- Ectocarpus sadoensis Noda
- Ectocarpus sargassicaulinus Noda
- Ectocarpus sargassiphyllus Noda
- Ectocarpus saxatilis Zanardini
- Ectocarpus scorpioides Harvey
- Ectocarpus scytosiphonae Noda
- Ectocarpus shiiyaensis Noda
- Ectocarpus shimokitaensis Ohta
- Ectocarpus siliculosus (Dillwyn) Lyngbye
- Ectocarpus simpliciusculus C. Agardh
- Ectocarpus simulans Setchell & N. L. Gardner
- Ectocarpus sonorensis E. Y. Dawson
- Ectocarpus sorocarpoides Takamatsu
- Ectocarpus spalatinus Kützing
- Ectocarpus sphaericus Ohta
- Ectocarpus squarrosus Kützing
- Ectocarpus stoloniferus Reinsch
- Ectocarpus strigosus Zanardini
- Ectocarpus symphyocladiophilus Noda
- Ectocarpus tamarinii Børgesen
- Ectocarpus taoniae Setchell & N. L. Gardner
- Ectocarpus tappiensis Ohta
- Ectocarpus tasshaensis Noda
- Ectocarpus tenellus (Kützing) Zanardini
- Ectocarpus tergestinus Reinsch
- Ectocarpus tesselatus Gatty
- Ectocarpus thuretii Le Jolis
- Ectocarpus trichophorus H. Gran
- Ectocarpus tsugaruensis Ohta
- Ectocarpus ugoensis Konno
- Ectocarpus uncinatus P. L. Crouan & H. M. Crouan
- Ectocarpus variabilis Vickers
- Ectocarpus venetus Kützing
- Ectocarpus vermicelliferus De Notaris
- Ectocarpus verminosus Kützing
- Ectocarpus villum Harvey
- Ectocarpus virgatus Kützing
- Ectocarpus viridis Harvey
- Ectocarpus vungtauensis Pham-Hoàng Hô
- Ectocarpus yezoensis Yamada & Tanaka
- Ectocarpus zonariae W. R. Taylor
- Ectocarpus zosterae Noda & Ohta

## Belege
1. 1 2 3  
Wolfram Braune: Meeresalgen. Ein Farbbildführer zu den verbreiteten benthischen Grün-, Braun- und Rotalgen der Weltmeere. Ruggell: Gantner, 2008, ISBN 978-3-906166-69-8, S. 114.
2. 1 2 3  
Michael D. Guiry, G.M. Guiry: Ectocarpus. In: Algaebase – World-wide electronic publication, National University of Ireland, Galway, abgerufen am 10. Oktober 2013